# 温德尔·梅雷迪思·斯坦利
温德尔·梅雷迪思·斯坦利（英語：Wendell Meredith Stanley，1904年8月16日—1971年6月15日），出生于印第安纳州里奇维尔，美国化学家，1946年获诺贝尔化学奖。被稱作病毒學之父。